# Троекуровский лес
Троекуровский лес (Троекуровская роща) — расположен в юго-западной части Москвы, его окружают Рябиновая улица, Троекуровское кладбище и МКАД. Находится в бывшей усадьбе Троекурово (в 1978 году отнесена к памятникам садово-паркового искусства). Площадь составляет примерно 20 га. В восточной части Троекуровского леса в ярко выраженной ложбине течёт Троекуровский ручей, впадающий в реку Сетунь; в лесу, у истока ручья есть два небольших пруда. Массив состоит в основном из густых участков липы с высокоствольными деревьями, большого числа разновозрастного подроста ели (довольно нечастое для городской местности явление), клёна и липы, подлеском из жимолости, бересклета и прочих кустарников. Большую территорию занимают березняки, есть сосны и маленькие участки сероольшаников и осинников. Среди травянистой растительности преобладают папоротники, сныть, зеленчук, звездчатка жестколистная, осока волосистая, лютик кашубский и пр. Из растений, находящихся под особой охраной, есть ландыш майский, купальница, горец змеиный. Животный мир представлен такими видами, как крот, белка, заяц-беляк; гнездятся сова-неясыть, чёрный и певчий дрозды, лесная завирушка, славки, пеночки и т. д. В лесу часто отдыхают жителей соседних районов.